# Tagesdämpfung
Als Tagesdämpfung wird eine Dämpfung von Funkwellen auf der Tagseite der Erde bezeichnet. Diese tritt bei Raumwellen auf, die an der Ionosphäre reflektiert werden. Dieser Effekt hängt mit der Ionisation der D-Schicht zusammen.

## Vorgang
Die Tagesdämpfung tritt im gesamten Bereich der Lang-, Mittel- und Kurzwellen auf und nimmt mit zunehmender Frequenz der Funkwellen ab. Sie tritt in dem von der Sonne beschienenen Bereich der Erdatmosphäre auf und beginnt bei Sonnenaufgang, erreicht gegen Mittag den höchsten Wert und verschwindet bereits kurz nach Sonnenuntergang wieder. Im Sommer ist dieser Effekt am stärksten. Er ist mit jedem Rundfunkempfänger festzustellen, wenn Sender tagsüber nicht oder schlecht zu empfangen sind und mit zunehmender Dämmerung stärker zu hören sind.
Ursache dafür ist, dass sich die Ionisation in der D-Schicht im Tagesverlauf ändert. Tagsüber dämpft die ionisierte D-Schicht die Wellen. Nachts verschwindet die D-Schicht völlig, wodurch die Wellen die F-Schicht erreichen und daran reflektiert werden.

## In der Popkultur
Bei dem von dem britischen Pop-Rock-Musiker Peter Gabriel zur Entstehung des Liedes Here Comes the Flood geschilderte Phänomen, er sei im Rahmen seiner damaligen Kurzwellenradio-Besessenheit immer wieder erstaunt gewesen, wie die Radiosignale stärker wurden, wenn das Tageslicht schwand, handelt es sich um dieses Phänomen.